# Yuval Peres

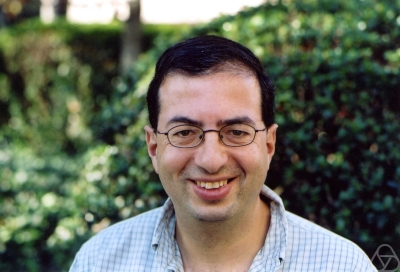
Yuval Peres in Berkeley

Yuval Peres (hebräisch יובל פרס; * 1963 in Jerusalem) ist ein israelischer Mathematiker, der sich mit Wahrscheinlichkeitstheorie beschäftigt.
Peres promovierte 1990 an der Hebrew University in Jerusalem bei Hillel Fürstenberg (The Limiting Measure of a Random Walk on a Fuchsian Group). 1993 ging er an das Statistikdepartement der University of California, Berkeley, wo er von 2000 bis 2011 Professor war. Er ist dort zur Zeit Adjunct Professor.
Peres beschäftigte sich mit vielen Problemen der Wahrscheinlichkeitstheorie, zum Beispiel Perkolation auf Cayleygraphen und Zufallspfaden auf Bäumen und in Netzwerken, Verzweigungsprozessen (branching processes) und Zufallsstrukturen in Graphen. Beispielsweise fand er einen einfacheren Zugang zu schwierigen Überschneidungsproblemen in der Brownschen Bewegung über die Überlebenswahrscheinlichkeit von Verzweigungsprozessen. Damit konnte er unter anderem Aussagen über die fraktale Dimension der Fronten Brownscher Bewegung in zwei Dimensionen und zur Struktur ihrer „thick points“ und „thin points“ beweisen.
2001 erhielt er den Loève-Preis. 2008 war er ein Invited Speaker auf dem Europäischen Mathematikerkongress in Amsterdam (Internal aggregation with multiple sources) und 2002 auf dem ICM in Peking (Brownian intersections, cover times and thick points via trees).
2011 war er einer der Empfänger des David P. Robbins Prize für die Arbeit Overhang (American Mathematical Monthly 2009). Er ist Fellow der American Mathematical Society. 2016 wurde er in die National Academy of Sciences gewählt.
Zu seinen Doktoranden gehört Bálint Virág.

## Schriften
Bücher
- mit Anna Karlin: Game theory, Alive, American Mathematical Society 2017, pdf
- mit Christopher Bishop: Fractals in probability and analysis, Cambridge UP 2017
- mit Russell Lyons: Probability on trees and networks, Cambridge UP 2016
- mit Peter Mörters: Brownian Motion, Cambridge UP, 2010 (Appendix Wendelin Werner, Oded Schramm)
- mit David Levin, Elizabeth Wilmer: Markov chains and mixing times, American Mathematical Society 2009 (mit Kapitel Coupling from the past von James G. Propp und David B. Wilson)
- Probability on trees, an introductory climb, in: J. Bertoin, F. Martinelli, Y. Peres, Lectures on probability and statistics, École d'eté de probabilité de Saint-Flour 27, 1997, Lecture notes in mathematics 1717, Springer 1999, s. 195–280
- mit J. B. Hough, M. Krishnapur: Zeros of Gaussian analytic functions and determinantal point processes, American Mathematical Society 2009

Aufsätze (Auswahl)
- mit I. Benjamini: Markov chains indexed by trees, Annals of Probability, Band 22, 1994, S. 219–243, Project Euclid
- mit R. Lyons, R. Pemantle: Conceptual proofs of L log L criteria for mean behavior of branching processes, The Annals of Probability, Band 23, 1995, S. 1125–1138, Project Euclid
- mit William Evans, Claire Kenyon, Leonard J. Schulman: Broadcasting on trees and the Ising model, The Annals of Applied Probability, Band 10, 2000, S. 410–433, Project Euclid
- mit J. B. Hough, M. Krishnapur, B. Virág: Determinantal processes and independence, Probability Surveys 3, 2006, S. 206–229
- mit W. Schlag, B. Solomyak: Sixty years of Bernoulli convolutions, in: Fractal geometry and stochastics II, Birkhäuser 2000, S. 39–65
- mit D. Achlioptas, Assaf Naor: Rigorous location of phase transitions in hard optimization problems, Nature, Band 435, 2005, S. 759
- mit Oded Schramm, Scott Sheffield, D. Wilson: Tug-of-war and the infinity Laplacian, Journal of the American Mathematical Society, Band 22, 2009, S. 167–210